# Bojan Lazić
Bojan Lazić (cirill betűkkel: Бojaн Лaзић; Kruševac, 1974. május 13. –) szerb labdarúgó.

## Sikerei, díjai
- FC Sopron:
  - Magyar labdarúgókupa győztes: 2004-05